# 蒙提·厄文
蒙福德·梅瑞爾·「蒙提」·厄文（英語：Monford Merrill "Monte" Irvin，1919年2月25日—2016年1月11日），綽號「殺手先生」，為美國職棒大聯盟的外野手。生涯前期都在黑人聯盟打球，直到1949年才以30歲之齡成功進入大聯盟。厄文在大學時期也很擅長踢足球，而他曾於1943年至1945年於美軍服役。
厄文在大聯盟生涯打過兩次世界大賽，其中1954年拿下冠軍。而他也是傳奇外野手威利·梅斯生涯初期的導師。後來他在1973年入選名人堂。

## 黑人聯盟與墨西哥聯盟
1938年，厄文加入了黑人聯盟的紐華克老鷹，開啟了他的職棒生涯。1947年，他在老鷹隊的隊友Larry Doby挑戰大聯盟成功，成為美國聯盟第一位黑人球員。1940年與1941年，厄文的打擊率分別為4成22與3成96。結果他在隔年球季要求球團加薪被拒，因此他離開黑人聯盟跑去墨西哥聯盟打球。而他也在墨西哥聯盟拿下打擊三冠王，那年他的打擊率為3成97，並敲出20轟。

### 二戰服役
1942年球季結束後，厄文被美軍徵召入伍。他加入了1313營，並參與了突出部之役。厄文後來也曾說到在營隊裡黑人常常受到白人的欺壓，最後厄文因為耳鳴的關係被美軍辭退。

### 重返棒球界
二戰結束後，道奇隊的老闆Branch Rickey嘗試要打破大聯盟的種族藩籬。所以他接觸了一些黑人聯盟的球員，並說服他們進入大聯盟打球，而厄文也被Rickey找上。不過厄文認為他才剛退伍，短時間內還沒有辦法適應如大聯盟那樣高強度的賽事，所以他婉拒了Rickey的邀請。而老鷹隊的業務經理Effa Manley要求Rickey支付補償金才能簽下厄文，不過Rickey早已搶先簽下傑基·羅賓森，而且他還沒有繳補償金給羅賓森的原球隊。
1945至46年賽季，厄文在波多黎各冬季聯盟拿下MVP。他也回到老鷹隊，並以單季4成01的打擊率幫助球隊打進黑人聯盟的冠軍賽。他在系列賽的打擊率高達4成62，並敲出3轟，最後他順利帶領老鷹隊拿下冠軍。

## 大聯盟生涯
1949年，巨人隊用5000美元買斷厄文的合約。他也成為第一批進入大聯盟的黑人球員之一。他在該年的7月8日以代打身分登上大聯盟。1950年，他在小聯盟出賽18場比賽，打擊率是可怕的5成10，並敲出10支全壘打。後來他也升上大聯盟，打擊率為2成99。
1951年，厄文的打擊率為3成12，並敲出24轟與國聯最高的121分打點。幫助巨人在球季末段急起直追，最後追平道奇隊，雙方也進行了三戰兩勝的國聯冠軍系列加賽。巨人也靠著巴比·湯森的驚天再見全壘打打進世界大賽。而他也與Hank Thompson、威利·梅斯組成了全黑人的外野陣容。這年雖然巨人沒能拿下冠軍，不過厄文在MVP票選上拿下第三名。
這年，巨人將超級新秀威利·梅斯拉上大聯盟，並叫厄文多給梅斯一些指導。梅斯後來也很感謝厄文在他生涯初期的指導，不過厄文也很謙虛地認為梅斯在站穩大聯盟後，實力便已超越他。
1952年，厄文在春訓時弄傷腳踝。不過他仍然在這年入選了生涯唯一一次的明星賽，這年他僅出賽46場比賽，打擊率為3成10，並敲出4轟與21分打點。1953年，厄文繳出打擊率3成29，敲出21轟與97分打點的成績。最後他在MVP票選拿下第15名。1954年，他的打擊率為2成62，並敲出19轟與64分打點。這年巨人再次打進世界大賽，而梅斯也在第一戰做出了經典的「The Catch」，最後巨人也以4比0橫掃印地安人。厄文也在系列賽敲出兩支安打，拿下他在大聯盟的第一冠。
1955年，厄文在小聯盟出賽75場比賽，敲出14支全壘打。小熊隊也在1956年球季開打前簽下他，那年他出賽111場比賽，打擊率為2成71，並敲出15轟。
1957年，厄文因為背傷而選擇退休。總計他在大聯盟的打擊率為2成93，並敲出99轟與443分打點。

## 晚年
1961年5月22日，厄文登上了電視節目《實話實說》(To Tell The Truth)。
退休後，厄文曾在酒廠公司工作。1967年至1968年，他在大都會隊擔任球探。1968年，大聯盟讓厄文擔任主席身旁的公共關係專家(public relations specialist)，他也成為大聯盟第一位黑人行政人員。1972年，他入選墨西哥棒球名人堂。
1974年，大聯盟主席Kuhn在辛辛那提見證了勇士隊打者漢克·阿倫的生涯第714轟。不過後來Kuhn因為事務繁忙無法趕回亞特蘭大，因此讓厄文代替他的位置，最後Kuhn無緣見證阿倫的第715轟。後來阿倫也對此事感到不滿，因而和Kuhn結下心結。
1984年，Kuhn宣布退休，而厄文也跟著退休。2006年5月16日，紐澤西州的橙市公園也以他之名改名為蒙提·厄文公園。
2010年6月26日，巨人隊退休了厄文的20號球衣。同年世界大賽的第一場比賽，厄文也獲邀進行開球。2015年，巨人隊的高層贈送了厄文一枚2014年世界大賽的冠軍戒。而他也受邀跟著球隊進行封王遊行和參訪白宮。
2016年1月11日，厄文因自然衰老去世，享壽96歲。後來巨人隊也在該年球季將球衣左袖繡上20號圖樣，以紀念這名巨人老將。
同年10月19日，一座與真人一樣大小的厄文銅像被安放在蒙提·厄文公園內。

## 生涯打擊數據

### 黑人聯盟
| 年度                               | 球隊       | 出賽場次 | 打數 | 得分 | 安打 | 二安 | 三安 | 全壘打 | 打點 | 盜壘 | 保送 | 打擊率 | 長打率 |
| ---------------------------------- | ---------- | -------- | ---- | ---- | ---- | ---- | ---- | ------ | ---- | ---- | ---- | ------ | ------ |
| 1938                               | 老鷹隊     | 2        | 4    | 0    | 0    | 0    | 0    | 0      | 0    | 0    | 0    | .000   | .000   |
| 1939                               | 老鷹隊     | 21       | 76   | 11   | 22   | 2    | 1    | 2      | 11   | 0    | 7    | .289   | .421   |
| 1940                               | 老鷹隊     | 35       | 131  | 26   | 46   | 9    | 4    | 3      | 36   | 2    | 12   | .351   | .550   |
| 1941                               | 老鷹隊     | 34       | 126  | 28   | 50   | 11   | 1    | 5      | 36   | 7    | 10   | .397   | .619   |
| 1942                               | 老鷹隊     | 4        | 18   | 7    | 11   | 3    | 1    | 1      | 11   | 0    | 0    | .611   | 1.056  |
| 1945                               | 老鷹隊     | 1        | 5    | 0    | 1    | 0    | 0    | 0      | 1    | 0    | 0    | .200   | .200   |
| 1946                               | 老鷹隊 – c | 40       | 149  | 34   | 57   | 8    | 2    | 6      | 36   | 3    | 16   | .383   | .584   |
| 1947                               | 老鷹隊     | 13       | 48   | 13   | 16   | 1    | 0    | 4      | 10   | 1    | 8    | .333   | .604   |
| 1948                               | 老鷹隊     | 9        | 30   | 6    | 7    | 0    | 0    | 2      | 5    | 2    | 4    | .233   | .433   |
| 合計                               | 9年        | 159      | 587  | 125  | 210  | 34   | 9    | 23     | 146  | 15   | 57   | .358   | .564   |
| c = 聯盟冠軍和黑人聯盟世界大賽冠軍 |            |          |      |      |      |      |      |        |      |      |      |        |        |

資料來源:

### 墨西哥聯盟
| 年度           | 球隊       | 出賽場次 | 打數 | 得分 | 安打 | 二安 | 三安 | 全壘打 | 打點 | 盜壘 | 保送 | 打擊率 | 長打率 |
| -------------- | ---------- | -------- | ---- | ---- | ---- | ---- | ---- | ------ | ---- | ---- | ---- | ------ | ------ |
| 1942           | 韋拉克魯茲 | 63       | 237  | 74   | 94   | 17   | 6    | 20*    | 79   | 11   | 50   | .397*  | .772   |
| * – 領先全聯盟 |            |          |      |      |      |      |      |        |      |      |      |        |        |

資料來源:

### 大聯盟
| 年度                | 球隊   | 出賽場次 | 打數 | 得分 | 安打 | 二安 | 三安 | 全壘打 | 打點 | 盜壘 | 保送 | 打擊率 | 長打率 |
| ------------------- | ------ | -------- | ---- | ---- | ---- | ---- | ---- | ------ | ---- | ---- | ---- | ------ | ------ |
| 1949                | 巨人隊 | 36       | 76   | 7    | 17   | 3    | 2    | 0      | 7    | 0    | 17   | .224   | .316   |
| 1950                | 巨人隊 | 110      | 374  | 61   | 112  | 19   | 5    | 15     | 66   | 3    | 52   | .299   | .497   |
| 1951                | 巨人隊 | 151      | 558  | 94   | 174  | 19   | 11   | 24     | 121  | 12   | 89   | .312   | .514   |
| 1952                | 巨人隊 | 46       | 126  | 10   | 39   | 2    | 1    | 4      | 21   | 0    | 10   | .310   | .437   |
| 1953                | 巨人隊 | 124      | 444  | 72   | 146  | 21   | 5    | 21     | 97   | 2    | 55   | .329   | .541   |
| 1954                | 巨人隊 | 135      | 432  | 62   | 113  | 13   | 3    | 19     | 64   | 7    | 70   | .262   | .438   |
| 1955                | 巨人隊 | 51       | 150  | 16   | 38   | 7    | 1    | 1      | 17   | 3    | 17   | .253   | .333   |
| 1956                | 小熊隊 | 111      | 339  | 44   | 92   | 13   | 3    | 15     | 50   | 1    | 41   | .271   | .460   |
| 合計                | 8年    | 764      | 2499 | 366  | 731  | 97   | 31   | 99     | 443  | 28   | 351  | .383   | .475   |
| 粗體字 – 領先全聯盟 |        |          |      |      |      |      |      |        |      |      |      |        |        |

## 外部連結
- 球員資訊和成績在MLB，ESPN，Baseball-Reference，Fangraphs（英文）
- 蒙提·厄文在台灣棒球維基館上的頁面（繁體中文）